# Sara Ismael Salgueda
Sara Ismael Mohamed Salgueda (Ripoll, 23 de gener de 1999) és una futbolista catalana.
Migcampista, es formà a les categories de formació del Reial Club Deportiu Espanyol de Barcelona, debutant amb el primer equip la temporada 2015-16. Fitxà pel Futbol Club Barcelona B la temporada 2016-17. Hi jugà durant sis temporades i es proclamà campiona del grup III de Segona Divisió en dues ocasions (2016-17 i 2017-18). L'estiu de 2022 s'incorporà al Zaragoza Club de Fútbol Femenino. Ha competit a la primera edició de la Queens League de 2023, essent escollida en el número 1 del draft per Aniquiladoras FC. Ha sigut internacional amb la selecció espanyola sub-17 i des de l'agot de 2022 és internacional amb la selecció absoluta d'Egipte.